# فوهة بياري
تعتبر فوهة بياري أكبر فوهة صدمية على القطب الشمالي لسطح القمر تقريباً. تتلقى هذه الفوهة كمية قليلة من الإشعاع الشمسي ويبقى القسم الجنوبي منها في ظل أو عتمة دائمة. تظهر الفوهة من الأرض في الطرف الشمالي من القمر، وترى من جانبها. تأخذ هذه الفوهة شكلاً دائرياً تقريباً، مع وجود انتفاخ إلى الخارج على طول الحافة الشمالية. كما يوجد فجوة عند الحافة الشمالية الغربية حيث تتصل بفوهة صغيرة قديمة. تعرضت الحافة الخارجية من الفوهة إلى التآكل، ونتج عنها حلقة جبلية وعرة تنشر ظلالها الطويلة على أرضية الفوهة.
أرضية هذه الفوهة منبسطة تقريباً مع وجود العديد من الفوهات الصغيرة. ومن الصعب التعرف على ملامح هذه الفوهة بشكل جيد لأن النصف الشرقي والثلث الجنوبي منها يبقى في الظل الدائم.
أظهرت دراسة في سنة 2004 بالاعتماد على صور كليمنتاين أنه توجد أربع مناطق جبلية تبقى في حالة إضاءة كاملة طوال اليوم القمري
.